# Клод Бульє
Клод Бульє (фр. Claude Bouillet, 8 травня 1944, Ревен) — французький футбольний арбітр, арбітр ФІФА у 1984—1990 роках.

## Біографія
Йому було 10 років, коли він прибув у Лаваль, де живе його родина. Там він грав у футбол за місцевий однойменний клуб в 60-ті роки, після чого був рефері протягом 25 років. На національному рівні головним матчем у кар'єрі Клода став фінал Кубка Франції в 1988 році, також він відсудив ряд матчів французького Дивізіону 1. На міжнародній арені судив матчі єврокубків та збірних, а також працював на молодіжному чемпіонаті світу 1987 року в Чилі.
Після виходу на пенсію він став технічним консультантом арбітрів і членом центральної комісії арбітрів у штаб-квартирі ФФФ.